# شهرستان کاتل (تگزاس)
شهرستان کاتل، تگزاس (به انگلیسی: Cottle County, Texas) یک سکونتگاه مسکونی در ایالات متحده آمریکا است که در تگزاس واقع شده‌است.

## خصوصیات
شهرستان کاتل ۲٬۳۳۶٫۱۸ کیلومترمربع مساحت دارد.